# فريدنسرايش هوندرتفاسر
فريدنسرايش هوندرتفاسر (بالألمانية: Friedensreich Hundertwasser)‏ من أشهر الفنانين المعماريين في أواخر القرن العشرين . فنان والمعماريين له طابعه الخاص في الرسم والمعمار ، من مواليد 15 كانون الأول 1928 وتوفي في 19 شباط 2000 النمسا.

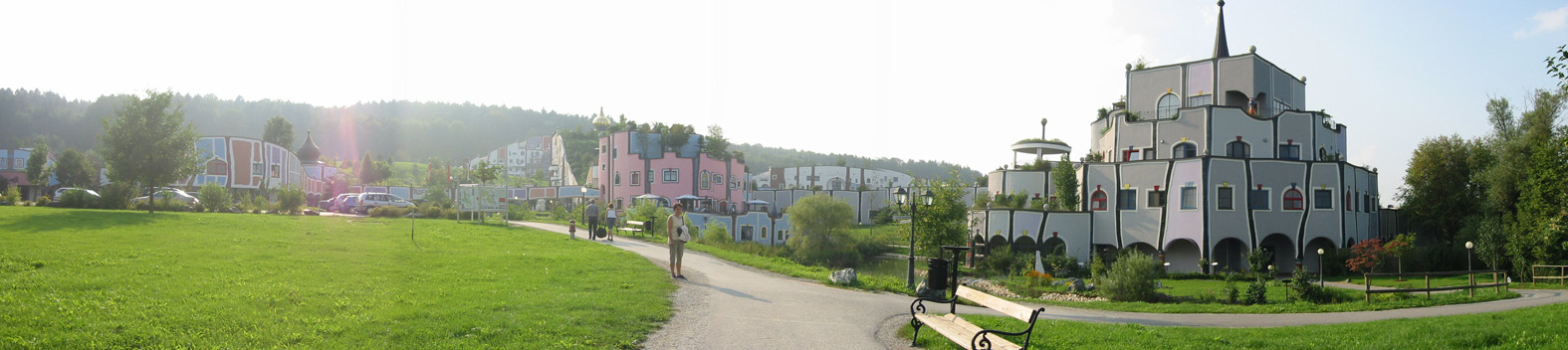
مجموعة من أعمال هندرت فاسر.

## أعماله البنائية في فيينا ومختلف البلاد

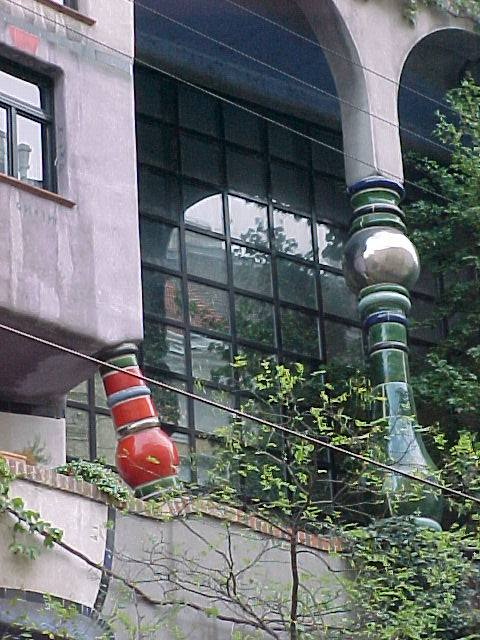
Hundertwasserhaus in فيينا، Detail
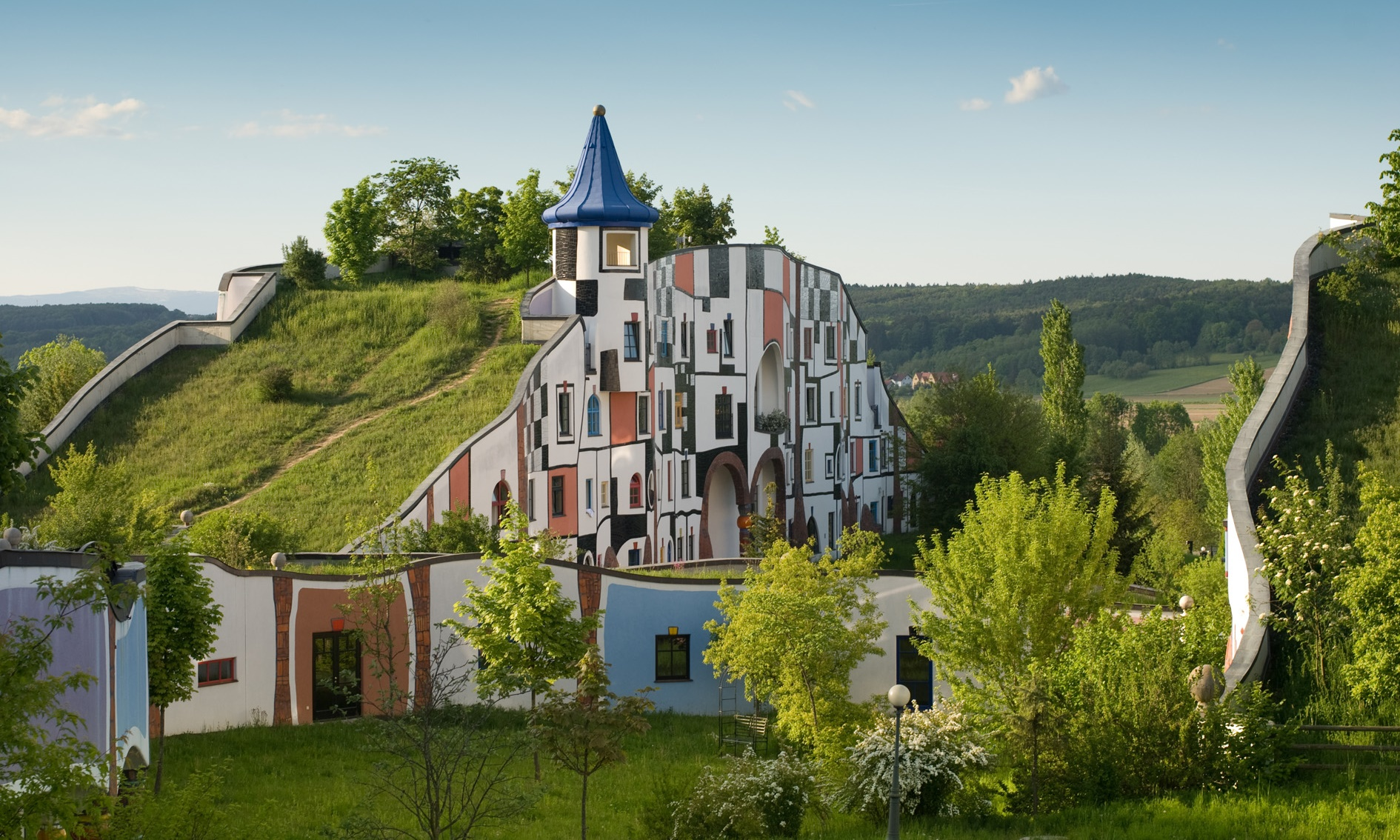
Das Hügelwiesenland Rogner Bad Blumau in der Steiermark (Österreich)
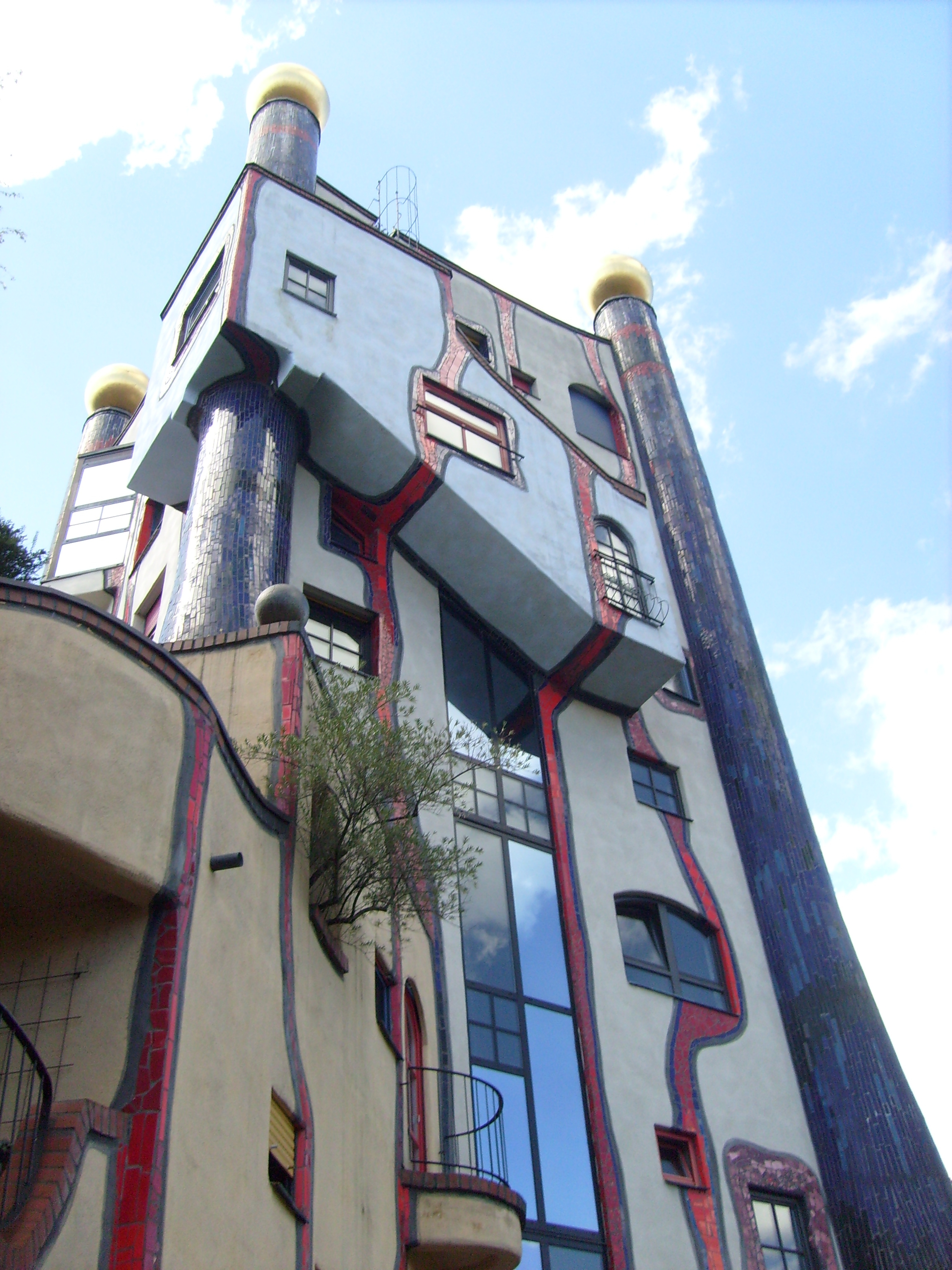
Hundertwasserhaus Wohnen unterm Regenturm Plochingen
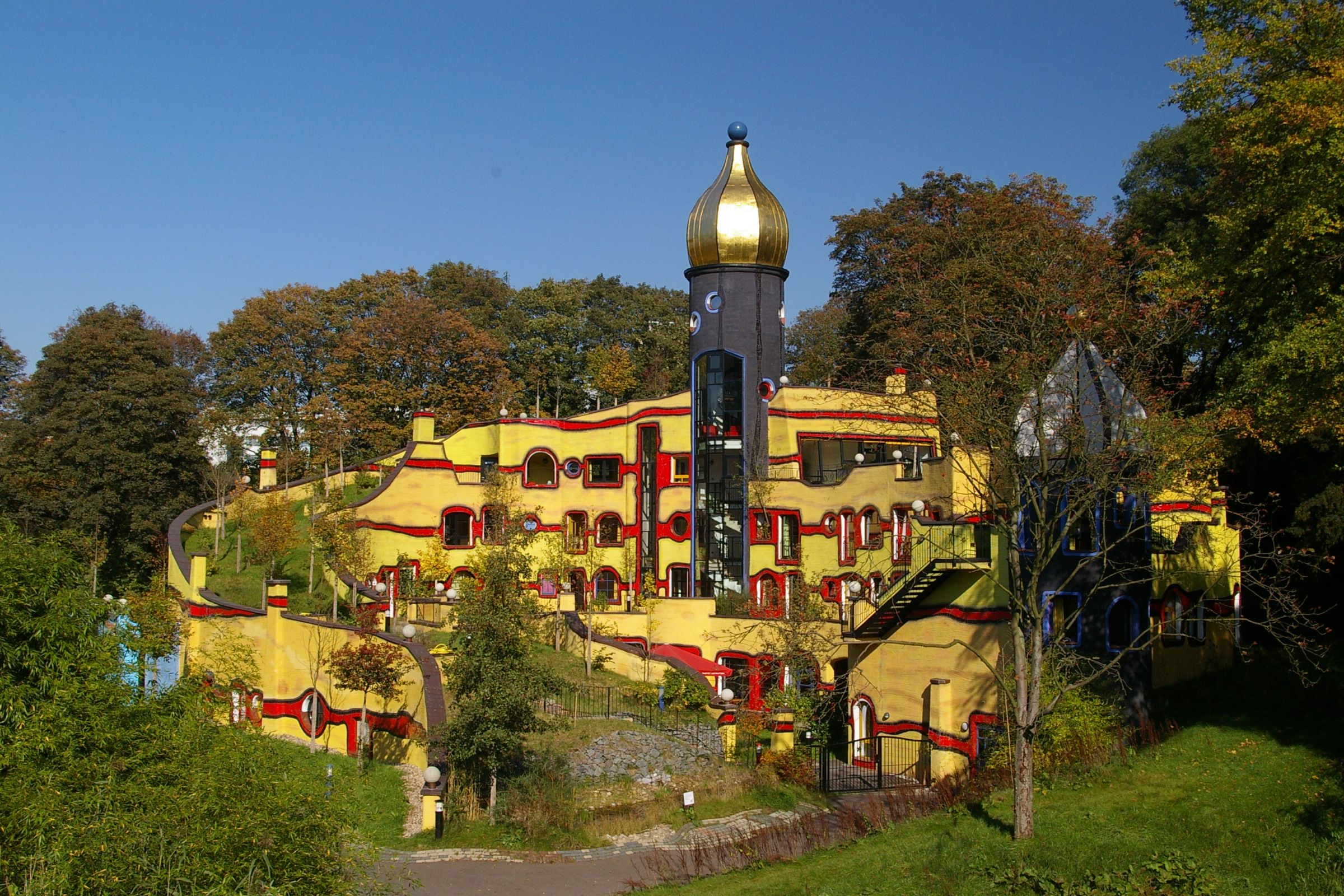
Ronald-McDonald-Haus in إسن
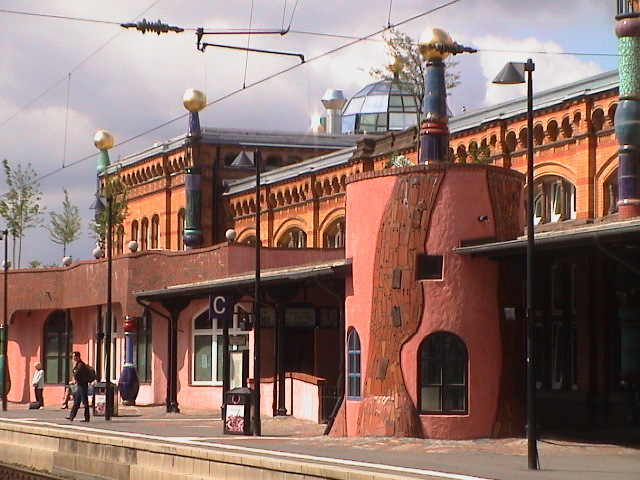
Bahnhof Uelzen
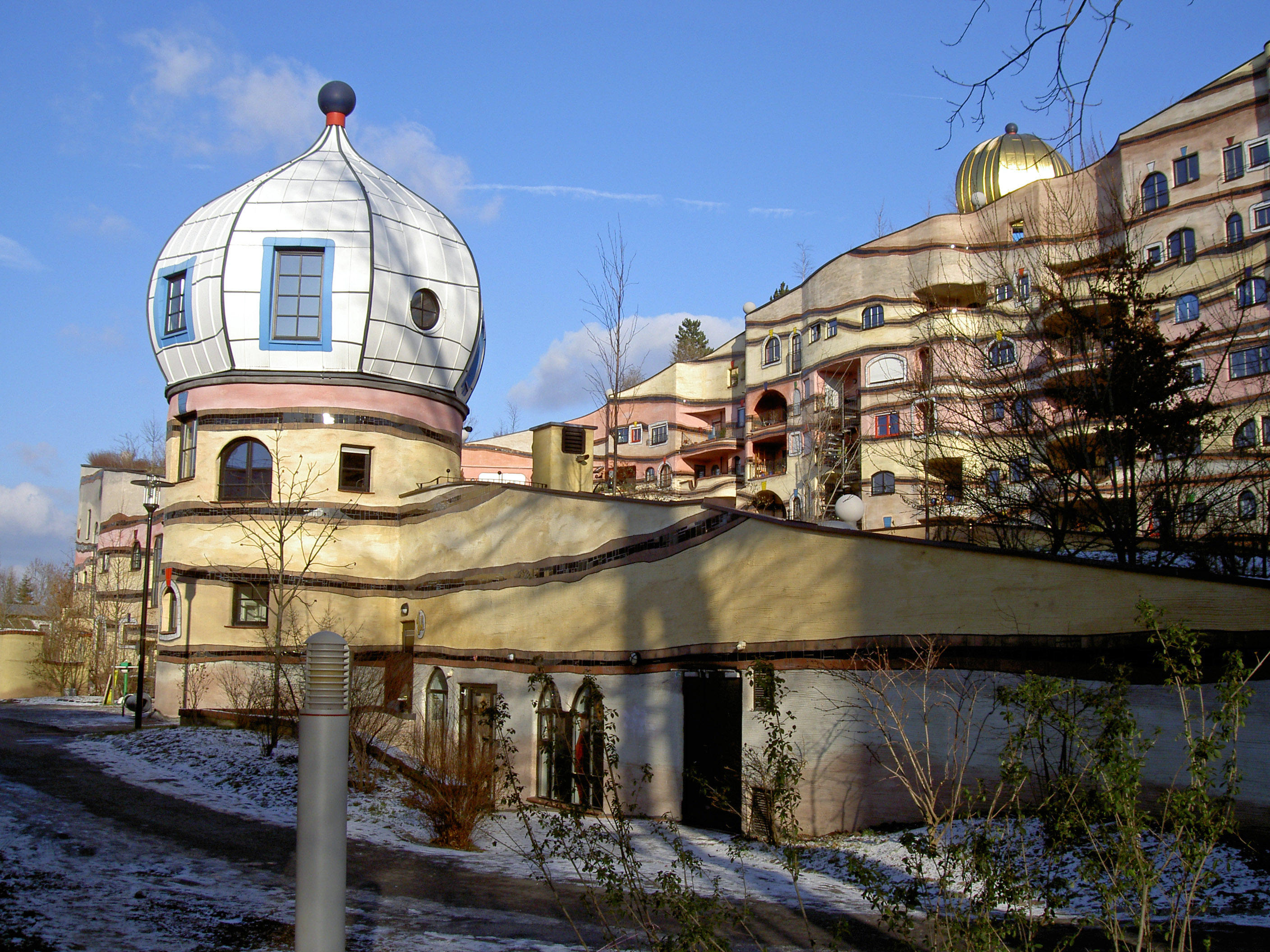
Kleiner Zwiebelturm vor der Waldspirale, دارمشتات
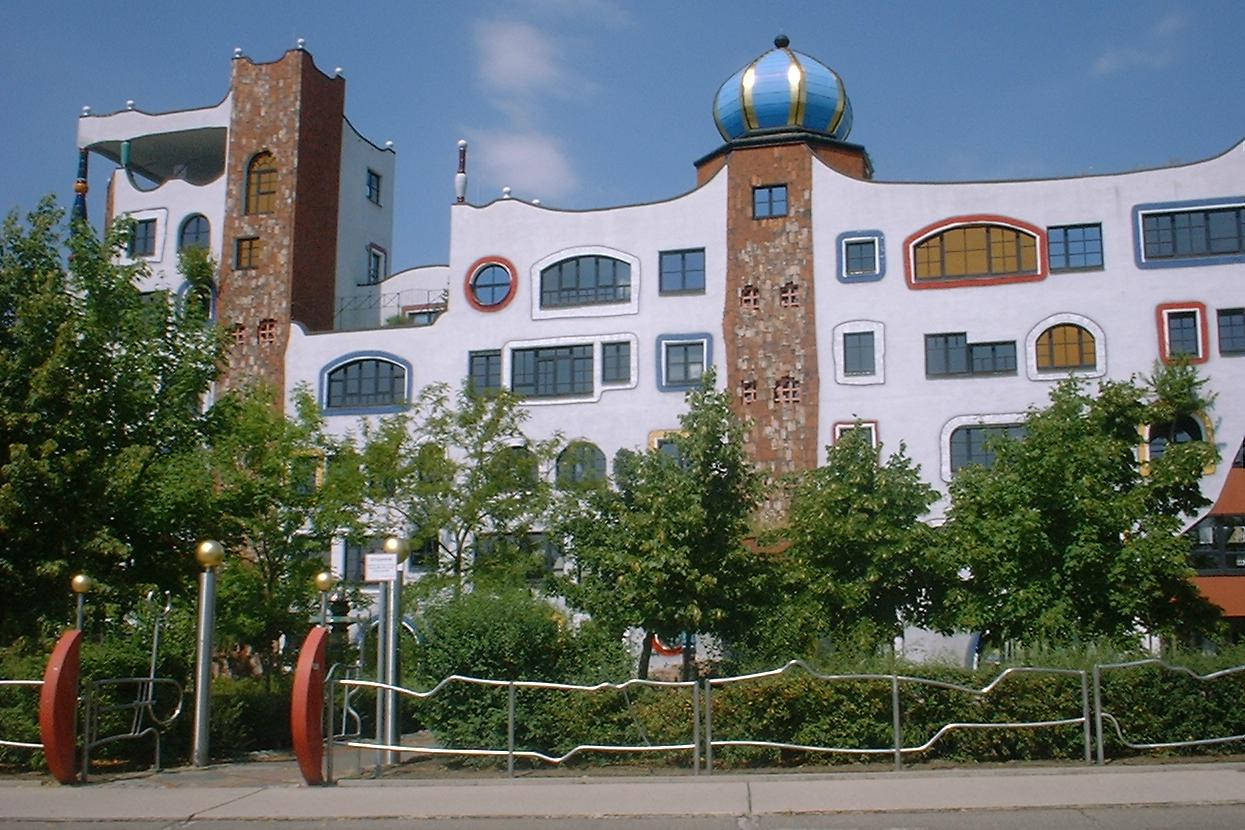
Luther-Melanchthon-Gymnasium, فيتنبرغ
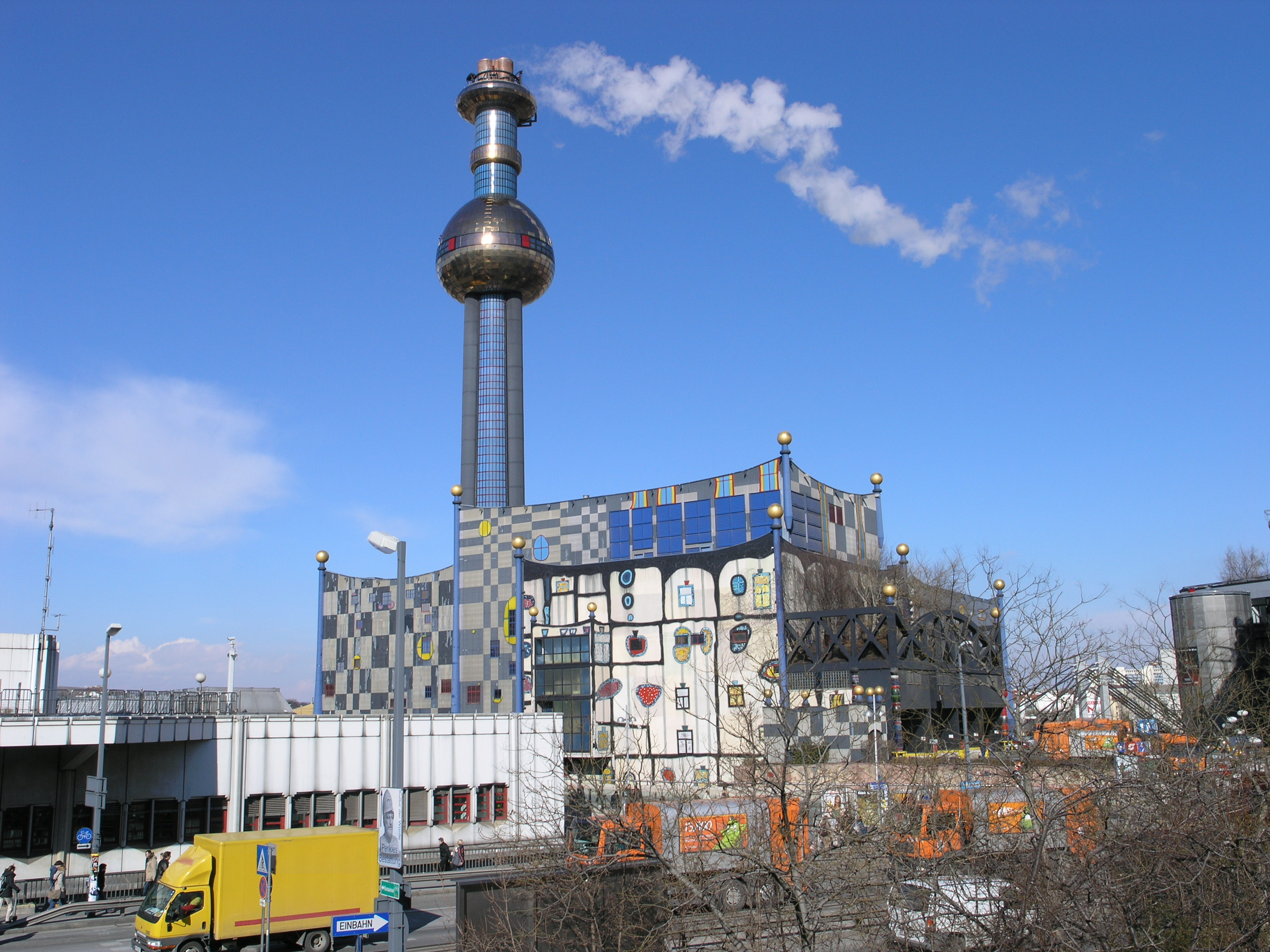
Müllverbrennungsanlage Spittelau, Wien
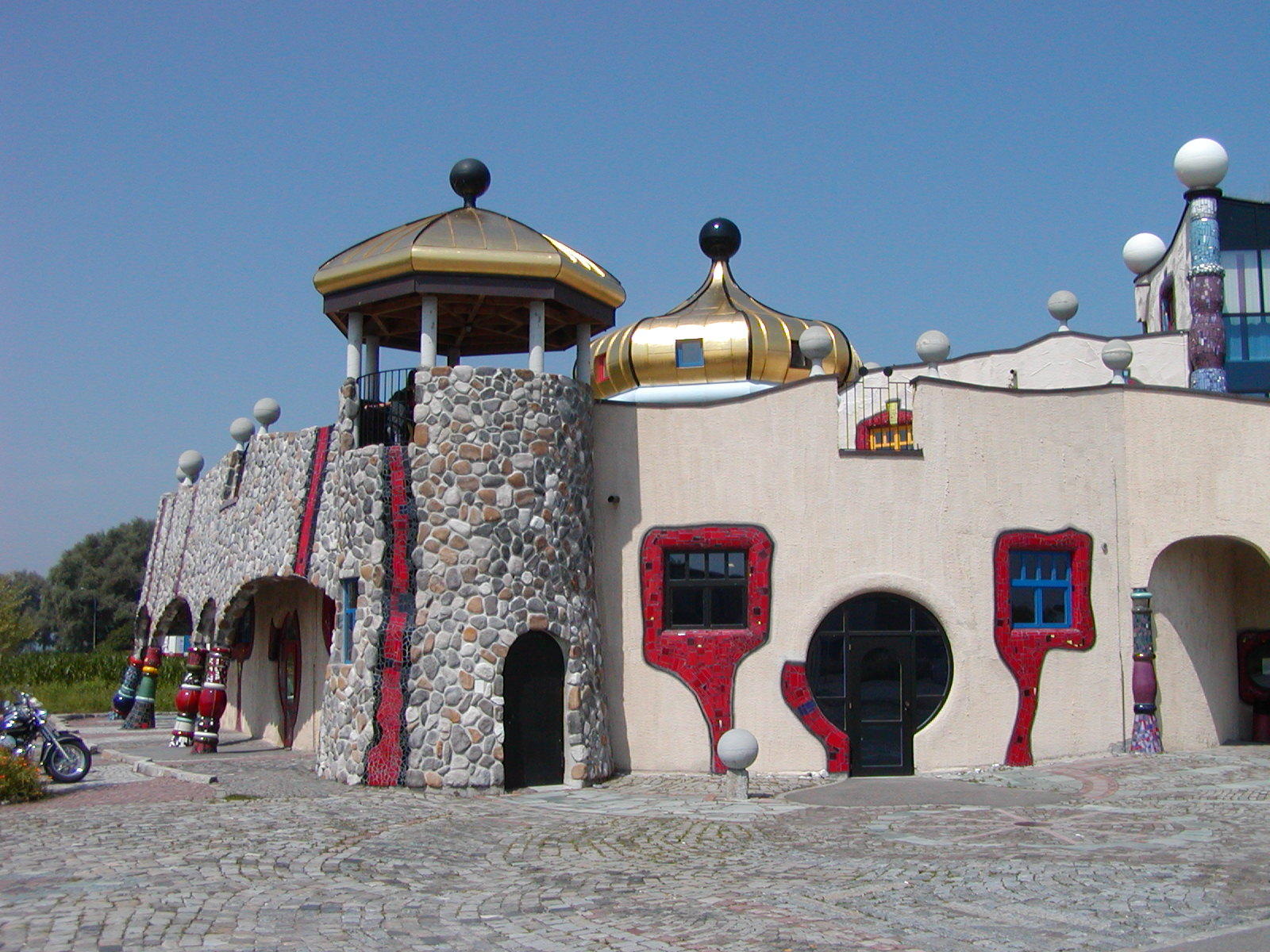
Markthalle Altenrhein (Schweiz)
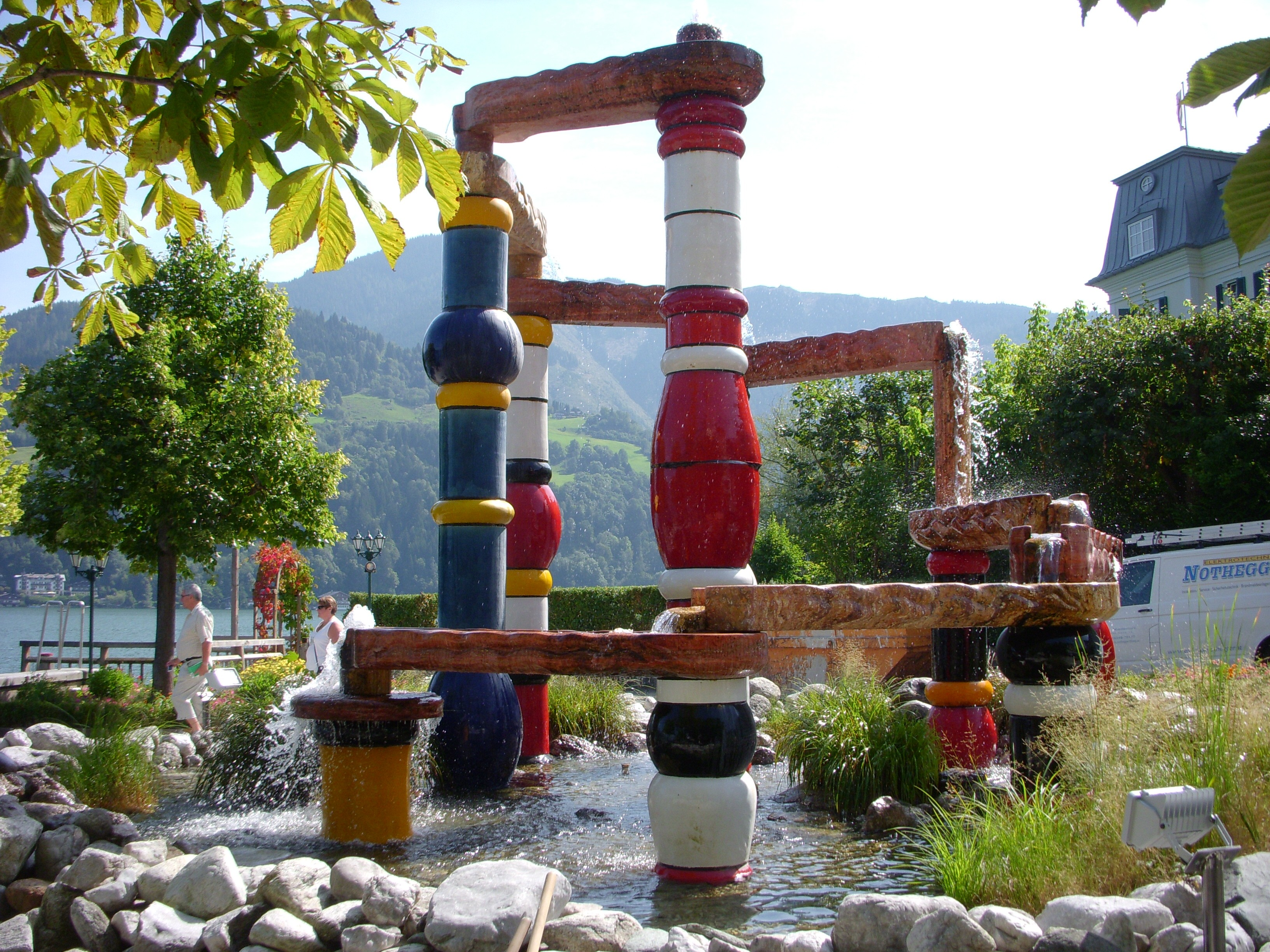
Österreichbrunnen in تسيل أم زيه
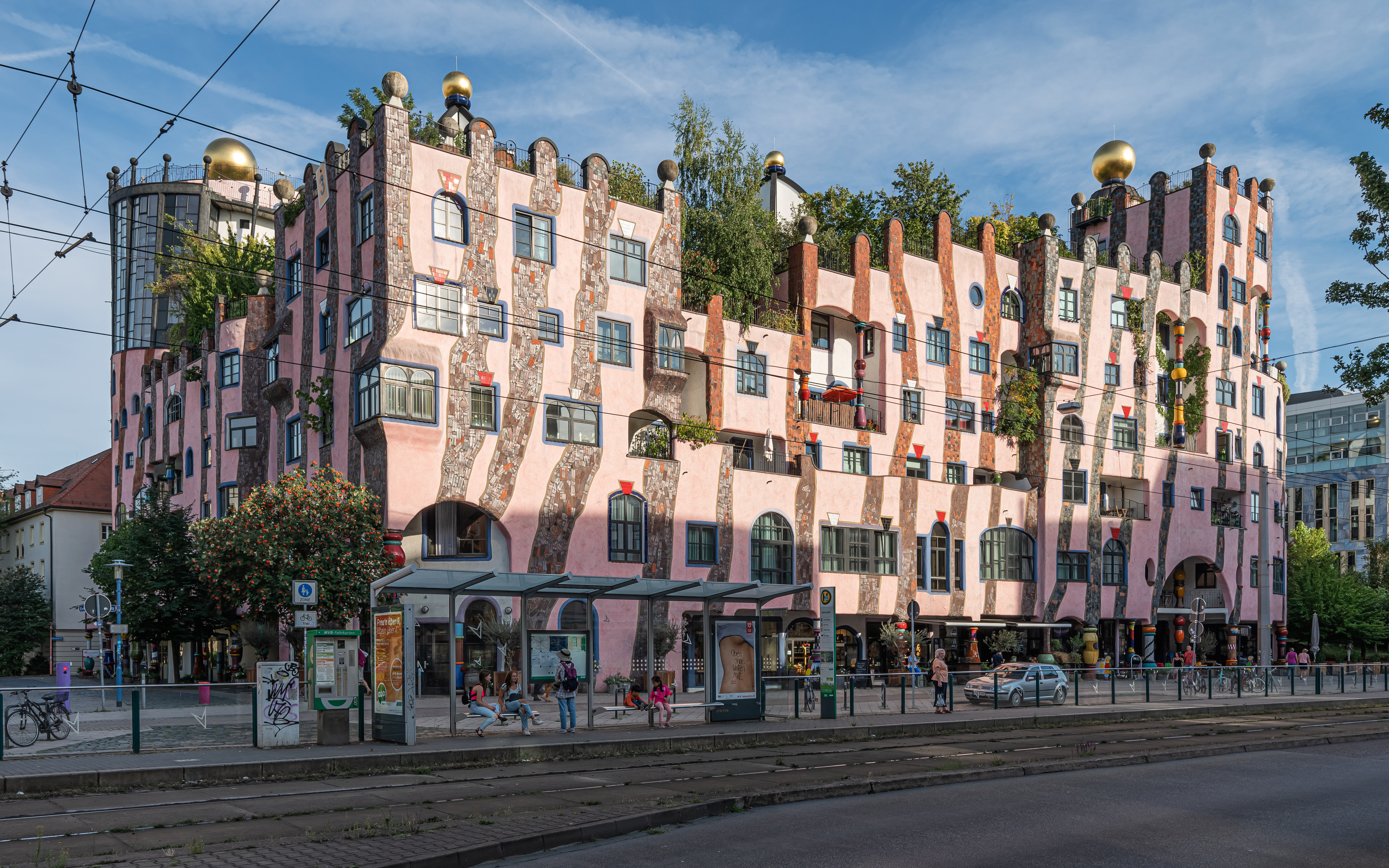
Hundertwassers letztes Projekt: Grüne Zitadelle، ماغديبورغ
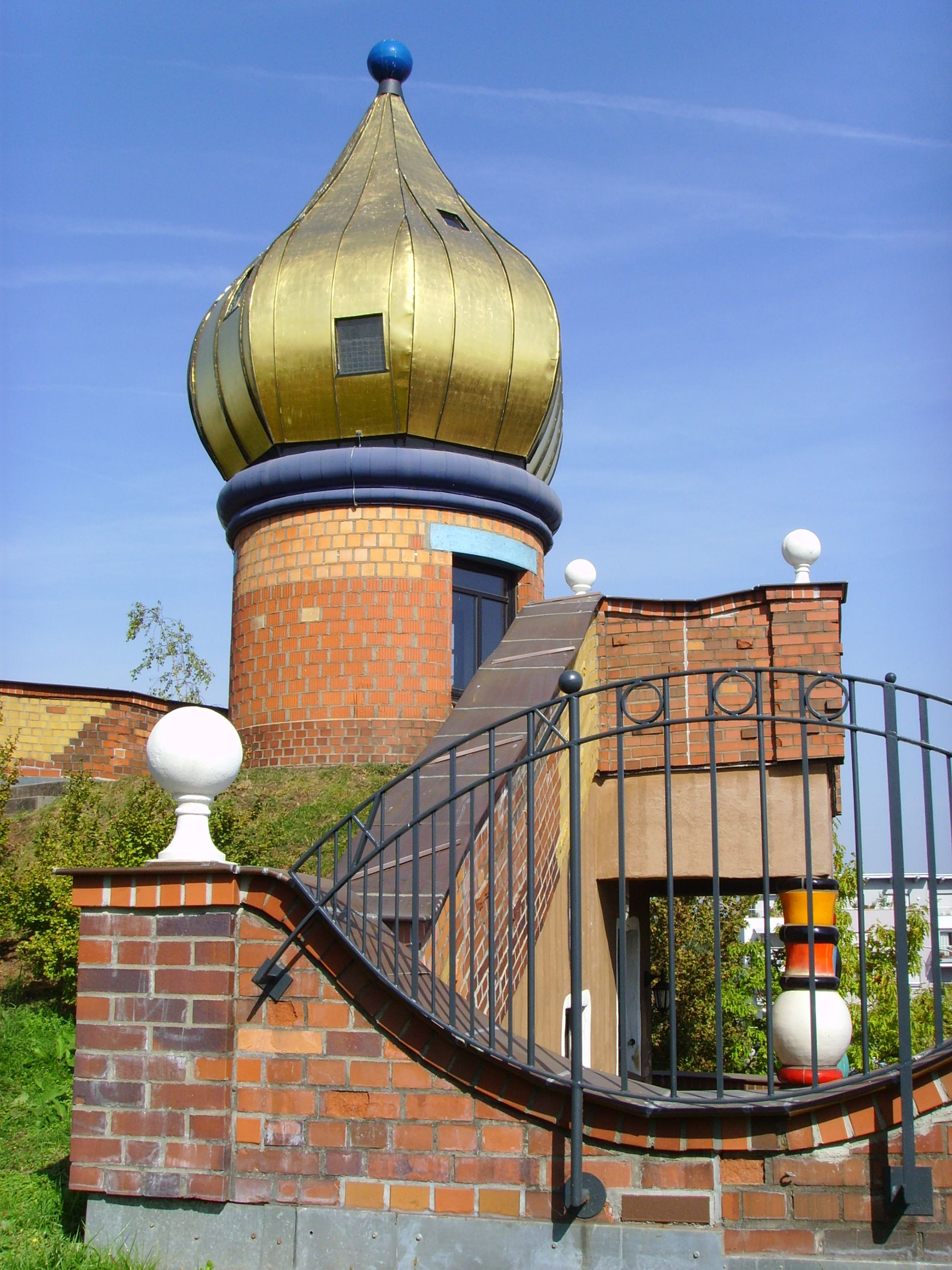
Hundertwasser-Kindertagesstätte in Frankfurt-Heddernheim
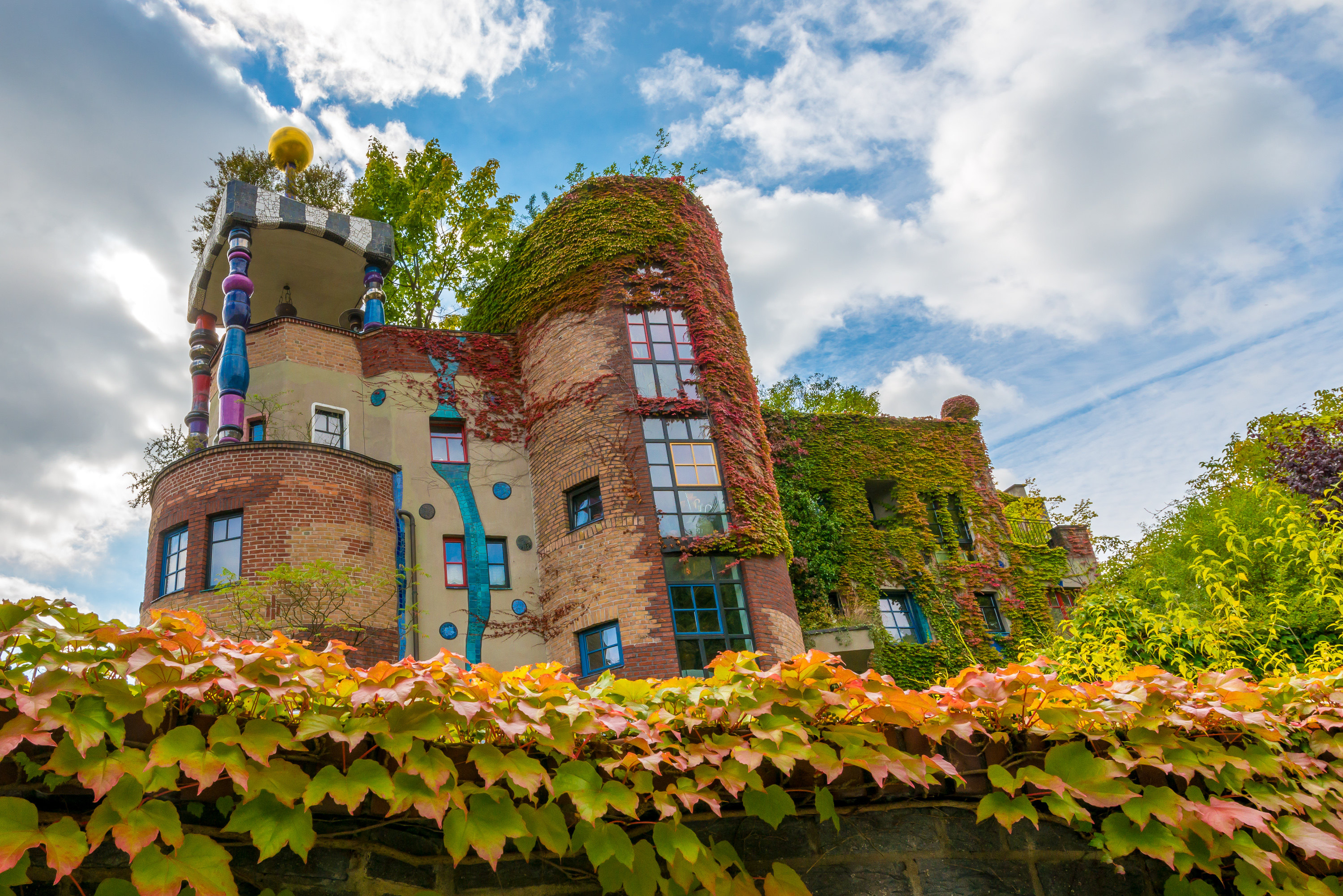
Wohnhaus am Quellenpark in باد زودن آن در تاونوس

## روابط خارجية
- فريدنسرايش هوندرتفاسر على موقع IMDb (الإنجليزية)
- فريدنسرايش هوندرتفاسر على موقع مونزينجر (الألمانية)
- فريدنسرايش هوندرتفاسر على موقع ديسكوغز (الإنجليزية)
- فريدنسرايش هوندرتفاسر على موقع قاعدة بيانات الفيلم (الإنجليزية)

## اقرأ أيضا
- نيكي دي سانت فال
- بيكاسو
- سلفادور دالي
- تماثيل نانا
- أنطوني غاودي